# Kostel svatého Michaela archanděla (Staré Město)

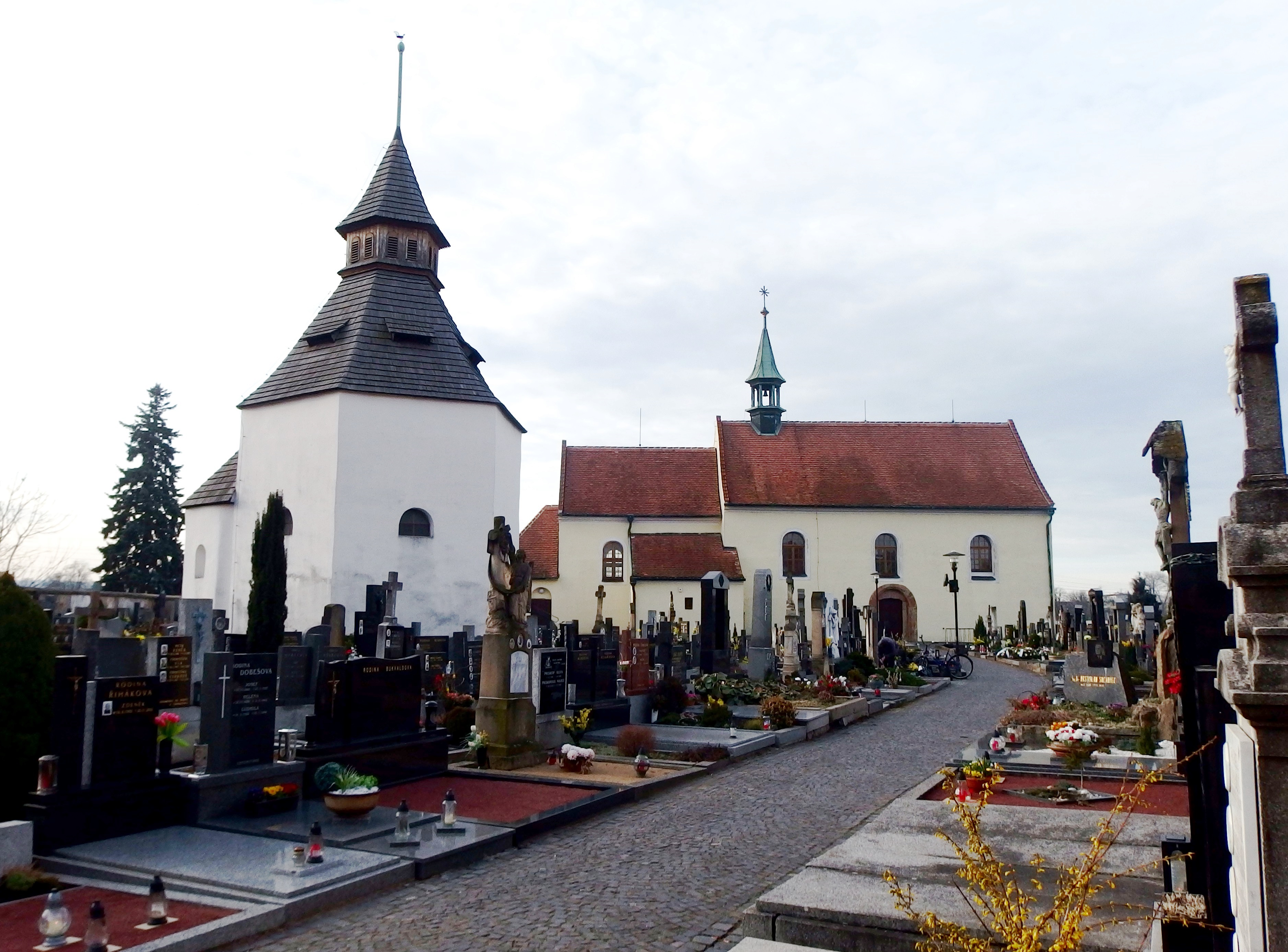
Kostel sv. Michaela archanděla, vlevo kaple sv. Jana

Kostel svatého Michaela archanděla ve Starém Městě u Uherského Hradiště je římskokatolický farní kostel.

## Historie

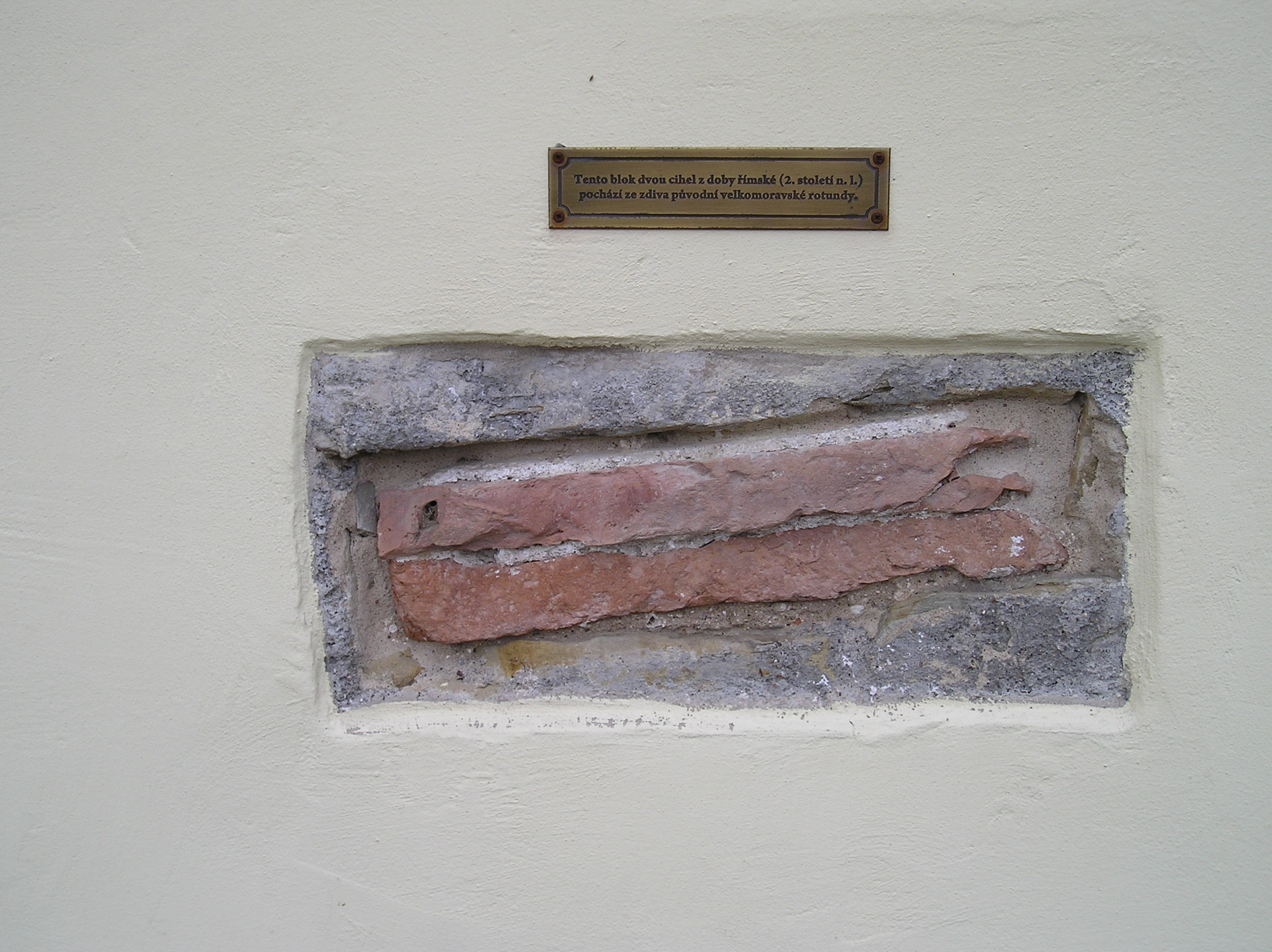
příklad použití římské cihly ve zdi kostela sv. Michaela

Na mírně vyvýšené terase nad starým korytem řeky Moravy v poloze Na Dědině stojí kostel svatého Michaela obklopený staroměstským hřbitovem. Archeologický výzkum hřbitova je prakticky nemožný, neboť přes tisíc sto let se tu půda převrací stále novými pohřby, takže všechny vrstvy jsou již dokonale promíchány. 
Teprve při průzkumu kostela sv. Michaela se podařilo zjistit pod jeho podlahou několik neporušených velkomoravských hrobů a základy rotundy z poloviny 9. století s některými prvky antické stavební techniky. Dle stratigrafie rotunda přežila pád Velké Moravy (tuto skutečnost dokládá nález denáru Oty Sličného z let 1061 – 1086), byla opravena novou vrstvou lité maltové podlahy a vyzdobena. Sloužila svému účelu až do poloviny 13. století, kdy ji nahradil sálový kostelík s pravoúhlým protáhlým kněžištěm, postavený cisterciáky. (Datování je potvrzeno nálezem cihlových dlaždic z dílen velehradského cisterciáckého kláštera.) Ti použili materiálu ze zbořené rotundy a tak nacházíme ve zdivu kostela již potřetí použité římské cihly (celkem 106 ks). 
O důležitosti kostela sv. Michaela svědčí skutečnost, že byl až do konce 16. století farním kostelem i pro Uherské Hradiště, jehož kostel svatého Jiří k němu přináležel jako filiální (možná pro původní význam z doby Veligradu).
Hexagonální kaple sv. Jana vznikla pravděpodobně ne dlouho před přestavbou kostela ve 13. stol., neboť architektonické prvky kaple sv. Jana jsou archaičtější a ani charakter a složení zdiva není u obou staveb shodné. U kaple sv. Jana nebylo použito římských cihel. Jinak na římské cihly s kolky XIV. legie z Carnunta (s označením LEG XIIII G ANT) i soukromého výrobce rovněž z Carnunta tu narážíme skoro všude (dosud asi 1000 ks a úlomků). Pocházejí pravděpodobně ze zbytků blízké zatím nenalezené římské stavby.
Kostel byl postaven ve stylu pozdně románské architektury jako stavba sálového typu. Tu vybudovali velehradští cisterciáčtí mniši v 1. polovině 13. století na místě starší velkomoravské rotundy z 9. století.
Později byl kostel zaklenut. V roce 1645 byl zničen Švédy a v r. 1734 byl obnoven a přestavěn. V této podobě slouží dodnes.